# Rhein-Klasse (2017)
Die Rhein-Klasse ist eine Klasse von vier bis 2022 von der US-amerikanischen Reederei Crystal Cruises eingesetzten Kabinenfahrgastschiffen. Das Typschiff der Klasse, die Crystal Bach, wurde am 3. August 2017 in Wismar an die Reederei übergeben. Im Januar 2023 wurde bekannt, dass Riverside Luxury Cruises, eine Marke der Seaside Hotel Collection, alle vier Schiffe 2023 und 2024 übernehmen wird.

## Geschichte
Im Juli 2015  wurden zunächst zwei Flusskreuzfahrtschiffe bei der Lloyd Werft Bremerhaven mit Ablieferung 2017 bestellt. Die Bestellung wurde im November 2015 um zwei weitere Schiffe erweitert. Die Schiffe sollten allerdings keineswegs baugleich sein, zwei 110 Meter lange Schiffe für jeweils 110 Passagiere sollten unter den Namen Crystal Bach und Crystal Mahler auf den Flüssen Rhein, Main und Donau eingesetzt werden sollten, zwei kleinere Schiffe für bis zu 84 Passagiere, die als Crystal Ravel und Crystal Debussy für den Einsatz in Frankreich auf der Seine, der Garonne und der Dordogne sowie im Mündungsgebiet der Garonne bestimmt waren.

### Bau
Der Bau begann am 9. Mai 2016 auf der Lloyd Werft. Den Startknopf der Plasmabrennanlage für den Zuschnitt der ersten Stahlsektion wurde in der ehemaligen Stahlbauhalle des Bremer Vulkan von Edie Rodriguez, CEO und Präsidentin der zur Genting-Gruppe gehörenden amerikanischen Crystal Cruises, gedrückt. Bug und Heck entstanden bei dem Stahlbauunternehmen BVT Bremen in Bremen und Bremerhaven, die zur Heinrich-Rönner-Gruppe gehörenden BVT Bremen wurde von der Lloyd Werft mit den Stahlbauarbeiten für die vier Flussschiffe beauftragt. Neben den BVT-Produktionsstätten in Bremen und Bremerhaven wurden auch die beiden ostdeutschen Rönner-Standorte in Roßlau und Boizenburg mit den Arbeiten beauftragt.
Schließlich wurde entschieden, dass alle vier Schiffe auf demselben Grundentwurf beruhen sollen. Der Bau der Schiffe wurde zu MV Werften Wismar verlegt. Am 19. August 2016 wurden die Crystal Bach und die Crystal Mahler bei MV Werften Wismar auf Kiel gelegt, die Crystal Ravel und die Crystal Debussy folgten am 24. Mai 2017.

### Ablieferung und Indienststellung
Die Crystal Bach als erstes fertiggestelltes Neubauprojekt der MV Werften wurde am 3. August 2017 in Wismar an die Reederei übergeben und am 20. August 2017 in Rüdesheim getauft. Das zweite Schiff der Klasse, die Crystal Mahler, wurde am 20. September 2017 abgeliefert und am selben Tag in Wismar getauft. Die Crystal Debussy wurde am 8. März 2018 abgeliefert und am 28. Mai 2018 in Amsterdam getauft. Das letzte Schiff der Klasse, die Crystal Ravel, wurde am 12. April 2018 abgeliefert und am 11. Juli 2018 in Budapest getauft.
Die unter der Flagge Maltas betriebenen Schiffe wurden auf den Flüssen Rhein, Main, Donau und Mosel eingesetzt.

### Insolvenz von Genting Hong Kong und Übernahme durch Riverside Luxury Cruises
Im Januar 2022 meldete Genting Hong Kong, der Mutterkonzern von Crystal Cruises, Insolvenz an. Crystal Cruises wurde im Juni vom britischen Reiseveranstalter A&K Travel Group Ltd. übernommen, dieser übernahm jedoch nicht die Flussreisensparte und damit auch nicht die Schiffe der Rhein-Klasse. Alle vier Schiffe lagen danach in der Nähe von Arnhem auf. Im Januar 2023 übernahm Riverside Luxury Cruises, die 2022 bereits die ehemalige Crystal Mozart gekauft hatte, die gesamte Schiffsklasse und änderte das Präfix der Schiffe von „Crystal“ in „Riverside“ um. Die Riverside Ravel wurde am 17. August als zweites Schiff der neuen Flotte und erstes der Rhein-Klasse in Viviers getauft und ging auf der Rhône und Saône in Betrieb. Die Riverside Mahler begann 2023 ihre Charter als Advance beim Flusskreuzfahrt-Veranstalter Transcend, die bis Ende 2024 andauern soll. Im Oktober 2023 wurde bekannt, dass der Flusskreuzfahrt-Reederei Uniworld Boutique River Cruises die Riverside Bach und die Riverside Mahler ab 2024 bzw. 2025 als S.S. Victoria und S.S. Elisabeth für jeweils drei Jahre gechartert hat. Die Riverside Debussy wurde am 13. März 2024 in Amsterdam getauft.

## Schiffsbeschreibung
Die Schiffe sind 135 Meter lang, 11,4 Meter breit, sind mit vier Decks ausgestattet und haben einen Tiefgang von rund 2 Metern.
Der Antrieb erfolgt über vier im Heck angeordneten Ruderpropellern und zwei  Schottel-Pumpjets als Notantrieb und Manövrierhilfe. Die dieselelektrische Antriebsanlage mit insgesamt vier Dieselgeneratoren, Ruderpropeller sowie Schottel-Pumpjets wurde von E-MS (E-Powered Marine Solution) aus Harburg konzipiert. Je zwei der Dieselgeneratoren sind im Vor- und Hinterschiff angeordnet. Die Besonderheit ist die Stromerzeugung und Verteilung durch Anwendung eines Gleichstrom-Zwischenkreises. Damit ist keine Synchronisation der Dieselgeneratoren notwendig mit dem Vorteil, dass bei Laständerungen sehr schnell Dieselgeneratoren zugeschaltet werden können. Die Generatoren können mit zwei Drehzahlen, mit 1.500/min und 1.800/min betrieben werden.
Die Schiffe bieten Platz für 106 Passagiere. Zur Ausstattung gehören ein Hauptrestaurant, ein Bistro, welches den Nachnamen des jeweiligen Namensgebers für das Schiff trägt, sowie mit dem „Vintage Room“ einen Raum für Weinverkostungen und Events, außerdem ein Wellness-Bereich mit Fitnessraum und Pool.

## Die Schiffe
| Name            | Ablieferung    | ENI-Nummer | Besatzung | Kabinen | Status/Verbleib                                                                               |
| --------------- | -------------- | ---------- | --------- | ------- | --------------------------------------------------------------------------------------------- |
| Crystal Bach    | August 2017    | 04812680   | 85        | 53      | 2023 in Riverside Bach umbenannt, aufgelegt                                                   |
| Crystal Mahler  | September 2017 | 04812700   | 85        | 53      | 2023 in Riverside Mahler umbenannt, seit 2023 von Transcend gechartert, als Advance in Dienst |
| Crystal Debussy | März 2018      | 04812690   | 85        | 53      | 2023 in Riverside Debussy umbenannt, in Dienst                                                |
| Crystal Ravel   | April 2018     | 04812710   | 85        | 53      | 2023 in Riverside Ravel umbenannt, in Dienst                                                  |